# لو لي (لاعبة جمباز فني)
لو لي (بالصينية: 罗丽) هي لاعبة جمباز فني صينية، ولدت في 1976 في قويتشو في الصين.